# Roy Cromack

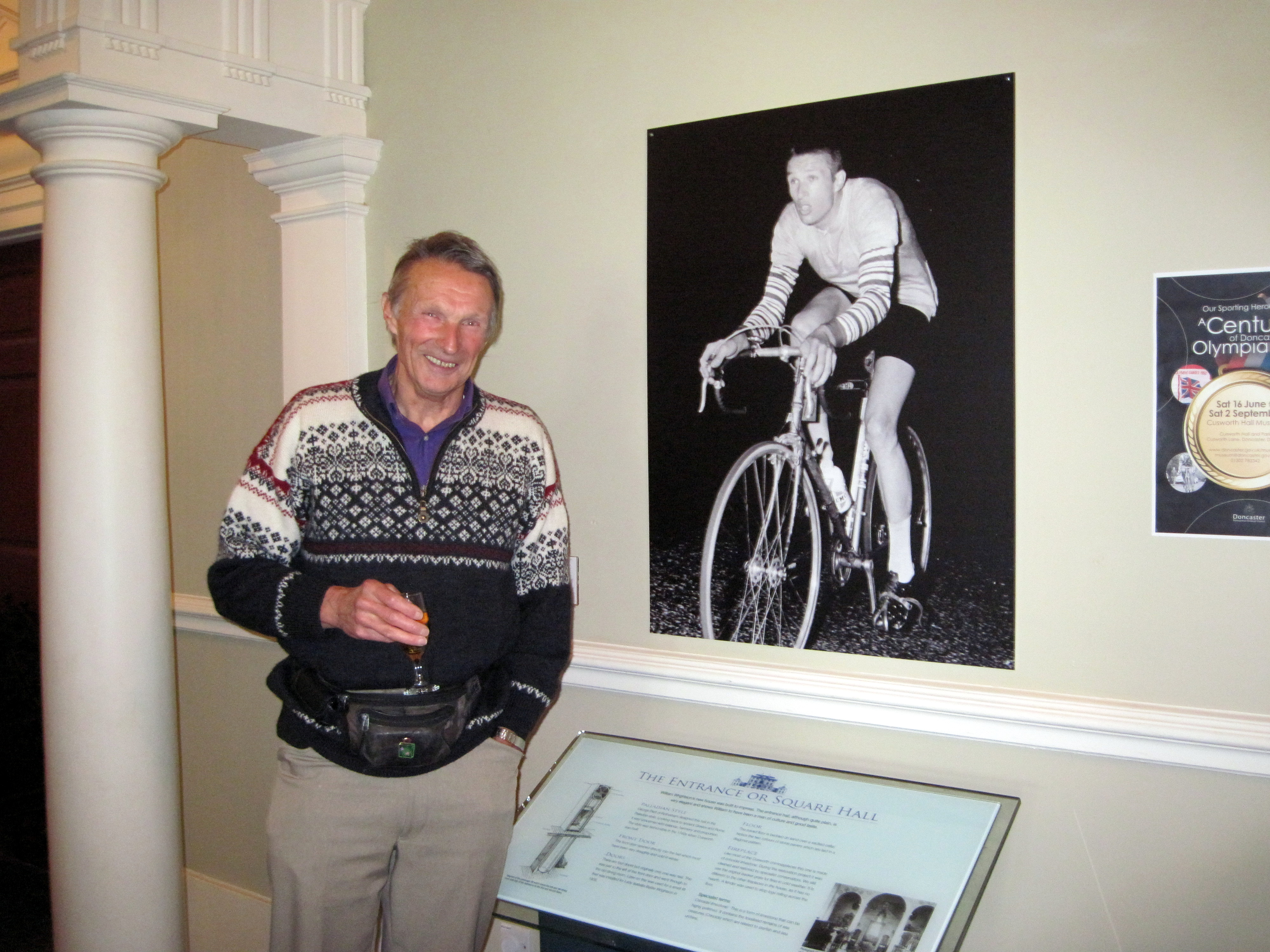
Roy Cromack (2012)

Roy Cromack (* 18. Februar 1940 in Doncaster; † 10. November 2017 in York) war ein britischer Radrennfahrer und nationaler Meister im Radsport.

## Sportliche Laufbahn
Cromack war Teilnehmer der Olympischen Sommerspiele 1968 in Mexiko-Stadt. Im Mannschaftszeitfahren belegte das britische Team mit John Bettinson, Roy Cromack, Peter Smith und John Watson den 11. Rang.
1962 wurde er Mitglied der britischen Nationalmannschaft. 1964 gewann er bei den britischen Meisterschaften im Bahnradsport den Titel über 10 Meilen. Er startete auch bei den UCI-Bahn-Weltmeisterschaften.
In der Saison 1965 kam der nationale Titel in der Mannschaftsverfolgung dazu. 1967 wurde er Meister im Einzelzeitfahren auf der Straße vor Peter Smith und Dritter der Schottland-Rundfahrt. Die Internationale Friedensfahrt fuhr er 1968 und belegte dabei den 58. Rang im Endklassement. Er wurde auch Vize-Meister im Einzelzeitfahren hinter Martyn Roach. 1969 konnte er erneut den Titel im Einzelzeitfahren gewinnen.
Cromack war der erste britische Radrennfahrer, der in einem 24-Stunden-Zeitfahren mehr als 500 Meilen zurücklegte. Dies gelang ihm im Juli 1969. Dieser Rekord bestand 28 Jahre.